# 9 Rejonowa Baza Materiałowa
9 Rejonowa Baza Materiałowa (9 RBM) – stacjonarna logistyczna jednostka wojskowa. 31 grudnia 2010 Jednostka Wojskowa 3090 została rozformowana.
W systemie zaopatrywania wojsk baza była organem wykonawczym Szefa Inspektoratu Wsparcia Sił Zbrojnych RP (IW SZ). Wykonywała zadania związane z zaopatrywaniem jednostek wojskowych i instytucji wojskowych z rejonu odpowiedzialności we wszystkich działach zaopatrzenia, z wyjątkiem sprzętu medycznego, leków i innych środków zaopatrzenia medycznego. Siedzibą Komendy Bazy była Warszawa. Kompleks koszarowy położony byl na terenie dzielnicy Rembertów. Pododdziałami wykonawczymi 9 RBM były składy rozmieszczone w miejscowościach: Warszawa, Pomiechówek, Komorowo, Zegrze, Puszcza Mariańska, Pilawa, Bezwola i Hajnówka.
Baza wykonywała całościowe zadania związane z zaopatrywaniem jednostek i instytucji wojskowych z rejonu odpowiedzialności, począwszy od określenia zapotrzebowania na środki materiałowe, po ich dystrybucję do wskazanych jednostek wojskowych. Organizowała i przeprowadzała procedury związane z zakupami towarów i usług. 

## Opis
W połowie lat 90. XX wieku rozpoczęto w Polsce tworzenie nowych, dużych, stacjonarnych jednostek logistycznych. W wyniku tych działań 1 stycznia 1997 roku rozpoczęła działalność 9 Rejonowa Baza Materiałowa w Warszawie. Powołana została rozkazem Szefa Sztabu Generalnego i podporządkowana dowódcy Warszawskiego Okręgu Wojskowego. 
Początkowo w skład 9 RBM wchodziło 6 składów materiałowych: Warszawa, Pomiechówek, Komorowo, Zegrze, Puszcza Mariańska oraz Pilawa.
Powstały one na bazie rozformowanych samodzielnych składnic, składów i warsztatów:
- 2 Rejonowej Składnicy Kwatermistrzowskiej w Warszawie-Rembertowie
- Centralnej Składnicy i Warsztatach Sprzętu Kulturalno-Oświatowego w Warszawie-Rembertowie
- Centralnej Składnicy Materiałów Szkoleniowych w Warszawie-Rembertowie
- Składnicy Sprzętu Radioelektronicznego w Warszawie-Rembertowie
- 2 Rejonowej Składnicy Technicznej w Pomiechówku
- 1 Centralnej Składnicy i Warsztatach Sprzętu Obrony Przeciwchemicznej w Komorowie
- 3 Centralnej Składnicy Sprzętu Łączności w Zegrzu
- 32 Okręgowej Składnicy MPS w Puszczy Mariańskiej
- 15 Centralnej Składnicy i Warsztatu Sprzętu MPS w Pilawie

Następnie w struktury bazy zostały włączone następujące składy:
- Skład Łomża po rozformowanej 1 Rejonowej Składnicy Technicznej w Łomży, z dniem 1 kwietnia 1999 roku
- Skład Hajnówka po rozformowanej 2 Centralnej Składnicy Materiałów Wybuchowych w Hajnówce, z dniem 1 stycznia 2000 roku
- Skład Bezwola po rozformowaniu 12 RBM w Jawidzu, z dniem 1 czerwca 2003 roku

W czasie zmian organizacyjnych w Siłach Zbrojnych RP 9 RBM zmieniała swoje podporządkowanie:
- z dniem 1 stycznia 1998 roku została podporządkowana Komendantowi Rejonu Logistycznego "Warszawa"
- z dniem 1 lipca 2001 roku 9 RBM podporządkowano Dowódcy Pomorskiego Okręgu Wojskowego (POW)
- z dniem 1 lipca 2007 wraz z innymi jednostkami POW Baza została włączona w struktury Inspektoratu Wsparcia SZ (IW SZ)

Z dniem 30 czerwca 2004 roku zlikwidowano Skład Łomża.
Zgodnie z rozkazem Dowódcy Warszawskiego Okręgu Wojskowego z lipca 1996 roku  polecenie sformowania 9 RBM otrzymał kierownik 2 Rejonowej Składnicy Kwatermistrzowskiej, płk dypl. mgr Jerzy Kubicki, który następnie został jej pierwszym komendantem. Wraz z nim pierwszą kadrę dowódcza stanowili:
- ppłk Włodzimierz Oleksiak – Zastępca Komendanta – Szef Wydziału Zaopatrywania
- mjr Stanisław Cegiełka – Zastępca Komendanta – Szef Wydziału Operacyjno-Mobilizacyjnego
- ppłk Andrzej Krajewski – Zastępca Komendanta – Szef Logistyki
- kpt. Marek Sztolsztejner – Główny Księgowy

Pierwszymi kierownikami składów zostali:
- ppłk Krzysztof Węcławik
- mjr Stanisław Stasiak
- mjr Janusz Hołda
- płk Jan Walędzik
- mjr Zbigniew Niewiadomski
- płk Marian Czaja

9 RBM posiadała odznakę pamiątkową ustanowioną Decyzją Ministra Obrony Narodowej nr 320/MON z dnia 19 listopada 2002 roku w sprawie wprowadzenia odznaki pamiątkowej 9 Rejonowej Bazy Materiałowej w Warszawie.
W roku 2008 i 2010 Baza otrzymała miano „wyróżniającej się“ w Inspektoracie Wsparcia. 2 maja 2010 roku na Placu Zamkowym z rąk Marszałka Sejmu Bronisława Komorowskiego, dowódca bazy płk Marek Kalwasiński odebrał flagę państwową z certyfikatem. 
31 grudnia 2010 roku 9 Rejonowa Baza Materiałowa zakończyła działalność, a jej zadania przejęła 2 Regionalna Baza Logistyczna.